# Zeekr Mix
Zeekr Mix – elektryczny samochód osobowy typu van klasy średniej produkowany pod chińską marką Zeekr od 2024 roku.

## Historia i opis modelu

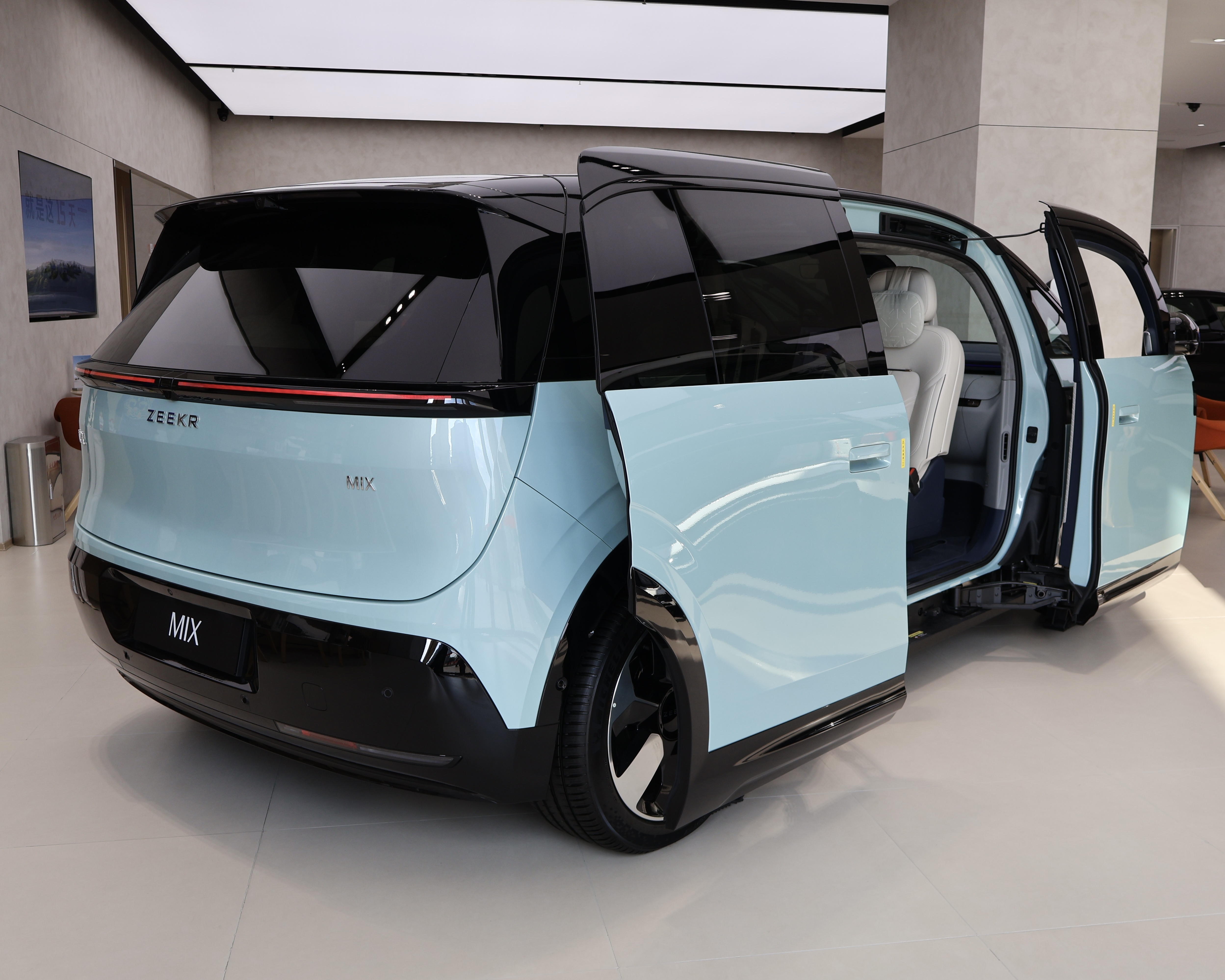
Zeekr Mix - tył

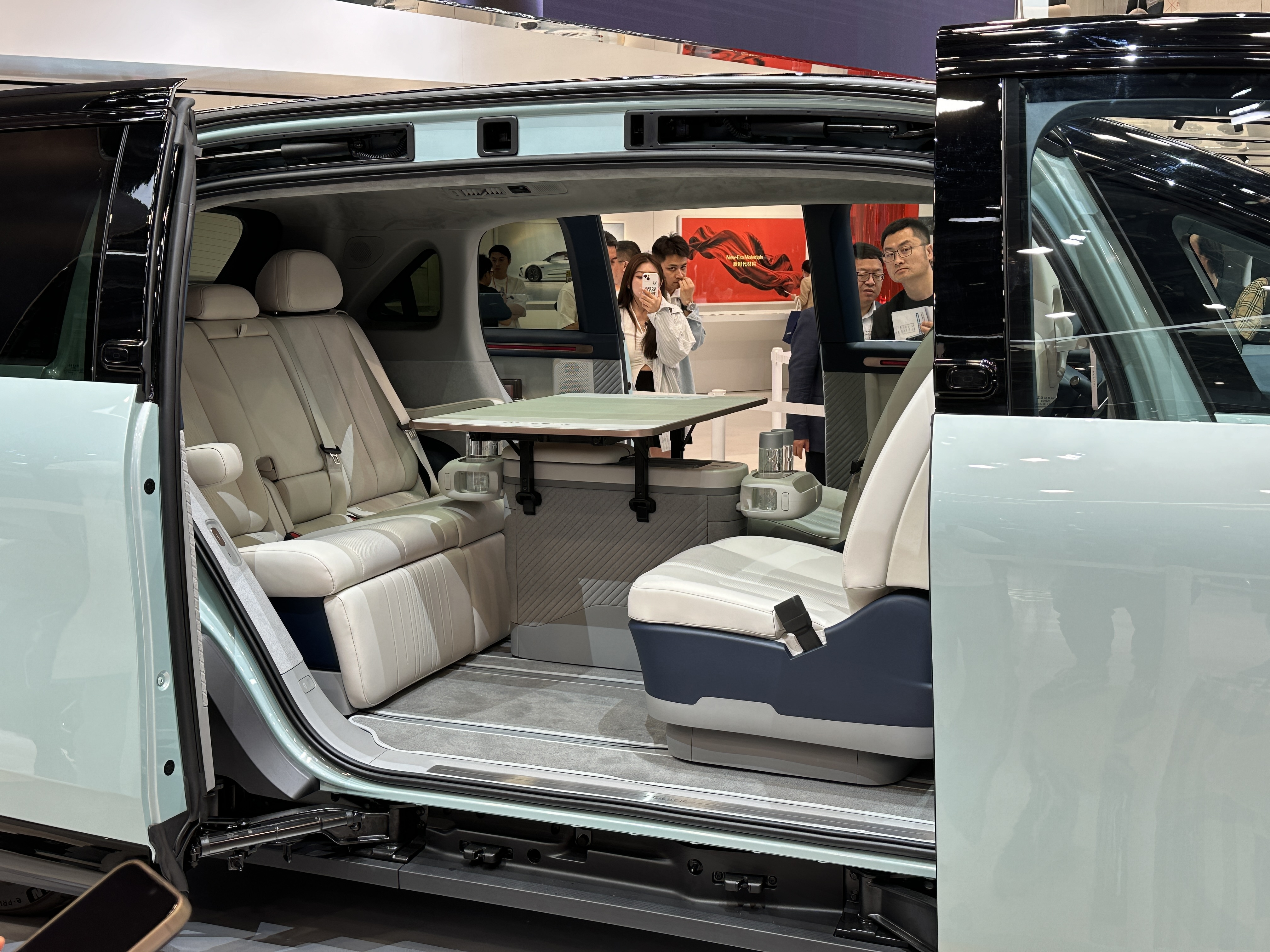
Zeekr Mix - wnętrze

W marcu 2024 Zeekr przedstawiło pierwsze oficjalne fotografie oraz informacje na temat swojego piątego modelu plasującego się w gamie poniżej flagowego, luksusowego minivana 009. Zeekr Mix przyjęło postać mniej przysadzistego, a bardziej obłego vana z charakterystyczną, jednobryłową sylwetką i relatywnie dużym, ponad 3-metrowym rozstawem osi.
Pod kątem wizualnym Zeekr Mix odtworzył cechy wizualne przedstawionego pół roku wcześniej sedana 007, z charakterystycznym obszernym czarnym pasem biegnącym przez całą szerokość nadwozia i przednie błotniki oraz zintegrowanym z nim niewielkimi reflektorami. Tylną część nadwozia zwieńczył wysoko osadzony pas świetlny LED, a dostęp do obszernie przeszklonej karoserii ułatwiły odsuwane boczne drzwi. Nadwozie pomalowano kontrastowo z czarnym dachem, w który wkomponowano okno dachowe. Wewnątrz znalazły się dwie opcje konfiguracji siedzisk: 5 lub 6.
Charakterystycznym detalem został brak słupka B, a także możliwość obrócenia drugiego rzędu siedzeń tyłem do kierunku jazdy, zapewniając obszerną przestrzeń dla pasażerów mającą wynosić łącznie 6,3 metrów kwadratowych.

### Sprzedaż
Zeekr Mix powstał wyłącznie z myślą o sprzedaży na wewnętrznym rynku chińskim, trafiając do dystrybucji pół roku po premierze przed publicznością w kwietniu 2024 podczas Beijing Auto Show. Dostawy pierwszych egzemplarzy do nabywców rozpoczęły się w październiku 2024 roku.

### Dane techniczne
Zeekr Mix został wyposażony w pełni elektryczny napęd współdzielony z sedanem 007, z pojedynczym silnikiem o mocy 415 KM pozwalającym rozpędzić się do 180 km/h. W przypadku akumulatora zdecydowano się na jedną opcję firmy CATL o pojemności 86 kWh.